# 糙毛糙苏
糙毛糙苏（学名：Phlomis strigosa）为唇形科糙苏属下的一个种。